# Joshna Chinappa
Joshna Chinappa , née le 15 septembre 1986 à Chennai est une joueuse professionnelle de squash représentant l'Inde. Elle atteint, en juillet 2016, la dixième place mondiale sur le circuit international, son meilleur classement. Elle est championne d'Asie en 2017 en s'imposant face à sa compatriote Dipika Pallikal et en 2019 s’imposant face à Annie Au. Elle est championne d'Inde à dix-neuf reprises entre 2001 et 2022.

## Biographie

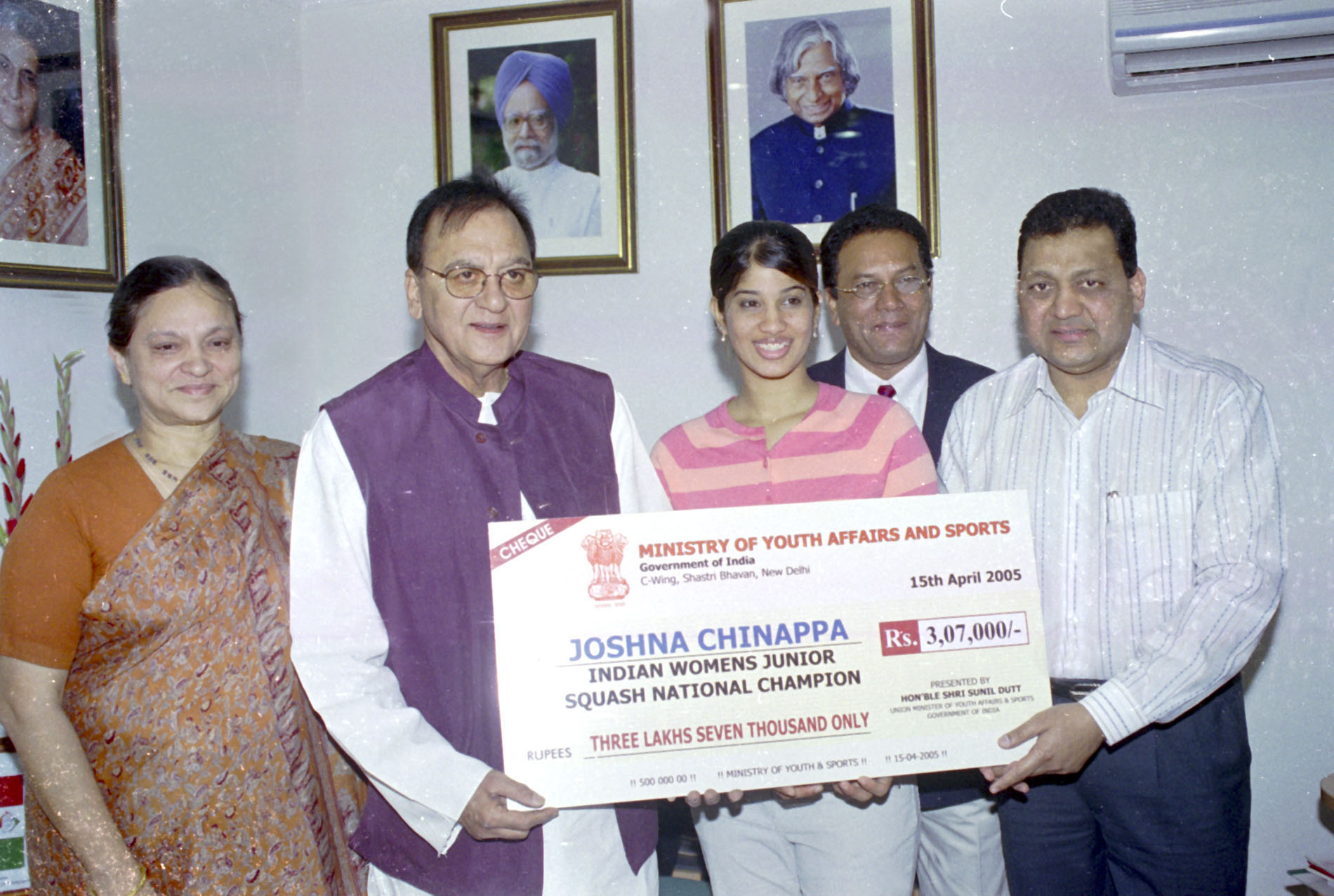
Joshna Chinappa recevant un chèque du ministre de la Jeunesse et des Sports, Sunil Dutt à New Delhi en 2005 pour sa victoire au British Junior Open.

Fille et petite fille de joueurs de squash, elle est rapidement initiée à ce sport et à l'âge de huit ans, après avoir hésité entre le cricket et le squash, elle se consacre au squash.
Joshna Chinappa est la première joueuse indienne à gagner le British Junior Open en 2005 dans la catégorie des moins de 19 ans. Elle est également la plus jeune championne d'Inde, titre qu'elle remporte à 18 reprises. Joshna Chinappa est la première bénéficiaire du Mittal Champions Trust (en), initiative de Lakshmi Mittal pour promouvoir le sport indien.
En 2018, elle bat pour la première fois la superstar Nicol David lors du tournoi El Gouna International au 2e tour et elle récidive lors de l'épreuve par équipes des Jeux asiatiques en novembre de la même année permettant l’élimination de la Malaisie, grande favorite de l'épreuve. En décembre 2018, elle obtient son 16e titre de championne d'Inde, un record. En mars 2019, elle élimine Nicol David au 1er tour du tournoi PSA Gold  Black Ball Squash Open  avant de confirmer face à la 6e joueuse mondiale Sarah-Jane Perry. Elle s'incline finalement dans un match très accroché face à Joelle King. En décembre 2023, elle est opérée d'un genou et retrouve les courts en mai 2024. Elle fait son retour au premier plan lors du Monte-Carlo Squash Classic 2024 en novembre 2024 lorsque classée 380e mondiale et un seul tournoi disputé lors des 14 derniers mois, elle s'impose face à Mélissa Alves puis Alicia Mead pour atteindre les demi-finales.

### Distinctions
En février 2024, elle reçoit le Padma Shri, décoration civile attribuée par le gouvernement indien à ceux qui se sont distingués dans divers domaines tels que les arts, l'éducation, l'industrie, la littérature, les sciences ou le sport.

## Palmarès

### Titres
- Windy City Open : 2011
- Championnats d'Asie : 2 titres (2017, 2019)
- Championnats d'Inde : 19 titres (2000-2001, 2003-2010, 2012-2015, 2017-2020, 2022)
- Championnats d'Asie par équipes : 2012
- British Junior Open : 2005
- Championnats d'Asie junior : 2005

### Finales
- Otters International JSW ISC 2016
- Championnats du monde junior : 2005